# ایام برند
ایام برند (انگلیسی: Ayam Brand) شرکت صنایع غذایی سنگاپوری است، که در سال ۱۸۹۲ تأسیس شد.